# Сызранское высшее военное авиационное училище лётчиков (военный институт)
Филиал Военного учебно-научного центра военно-воздушных сил «Военно-воздушная академия имени профессора Н. Е. Жуковского и Ю. А. Гагарина» в г. Сызрань — лётное училище в городе Сызрань Самарской области. С 1953 года является ведущим российским учебным заведением в сфере подготовки военных лётчиков на вертолёты военной авиации.
Филиал более известен как Сызранское высшее военное авиационное училище лётчиков (военный институт), сокращённо СВВАУЛ (ВИ).
Училище было образовано в 1940 году, а в 1998 реорганизовано в институт. С 2010 года является филиалом ВУНЦ ВВС ВВА им. Жуковского и Гагарина. В настоящее время[когда?] в училище работают 10 кафедр, лаборатории, специализированные кабинеты и тренажёры. В стенах училища проходят подготовку иностранные военные специалисты из Таджикистана, Армении, Казахстана, Кыргызстана, Китая, республики Чад, Вьетнама, Гвинеи, Бурунди, Анголы, Руанды, Камеруна, Лаоса, Джибути, Мали, Шри-Ланки, Ливии, Монголии, Судана и Никарагуа.
В советский период лётная подготовка курсантов училища велась в трёх учебных вертолётных полках, базировавшихся на аэродромах Сызрань (Троекуровка) (учебный вертолетный полк — вертолёты Ми-24, существует поныне), Пугачёв (учебный вертолетный полк — вертолёты Ми-8, Ми-24, расформирован в 2011 году, был вновь сформирован в декабре 2023 года), существующих и поныне, а также Безенчук (учебный вертолетный полк — вертолёты Ми-2, Ми-8, расформирован в 2003 году). В 1991 в состав училища вошёл также учебный вертолётный полк, базирующийся в Саратове на аэродроме Сокол.
В 2012 году 131-й учебный вертолётный полк в/ч 21965 и 484-й учебный вертолётный полк в/ч 15566 реорганизованы в 339-ю учебную авиационную базу, которая была выведена из подчинения Сызранского филиала ВУНЦ ВВС ВВА им. Жуковского и Гагарина.
По состоянию на 2019 год филиал выполняет теоретическую подготовку курсантов 1—5 курсов.

## История
История Сызранского высшего военного авиационного училища лётчиков берёт своё начало с Саратовской военной авиационной школы пилотов (СВАШП), сформированной в апреле 1940 года на базе 58-й отдельной разведывательной авиационной эскадрильи. Численность школы была небольшой, в первом наборе число курсантов не превышало 40, из которых 35 успешно закончили через год обучение на самолёте Р-5. Из этих выпускников 30 человек убыли в состав 7-го тяжёлого бомбардировочного авиационного полка Ленинградского военного округа, а пять оставшиеся стали инструкторами.
Начавшаяся Великая Отечественная война потребовала подготовленных пилотов-планеристов для выполнения специальных заданий в тылу противника, и в 1941 году школа пилотов была преобразована в планерную школу. Боевые планеристы участвовали в Сталинградской битве, в рельсовой войне советских партизан, доставляли грузы, вооружение, людей на фронт и в тылы противника.
С сентября 1941 года школа готовила пилотов-планеристов для ВДВ.
В 1946 году, уже после окончания войны школа была перебазирована в Пугачёв Саратовской области и переименована в авиационное планерное училище ВДВ. В 1952 году училище получило наименование — 160-е военное училище лётчиков.
В том же 1952 году училище начало подготовку лётчиков армейской авиации.
С 1953 года перешло на освоение принципиально новой авиационной техники — вертолёта.
С 1960 года училище располагается в Сызрани Самарской области. С 23 апреля 1963 года носит наименование Сызранское военное авиационное училище лётчиков. В 1966 году училище переведено на статус высшего.
Серьёзным испытанием для выпускников училища в период с 1979 по 1989 год стал Афганистан. В сложных условиях высокогорья и пустынь воевали сотни выпускников СВВАУЛ. 12 офицеров — выпускников СВВАУЛ стали Героями Советского Союза.
Около 100 военнослужащих училища принимали участие в ликвидации последствий аварии на Чернобыльской АЭС в 1986 году. За проявленные при этом мужество и героизм выпускнику 1959 года полковнику В. А. Водолажскому посмертно присвоено звание Героя Российской Федерации.
Выпускники СВВАУЛ участвовали в войнах в Чечне. Многие из них награждены высокими правительственными наградами, а 19 из них стали героями России.
В 1998 году училище преобразовано в Сызранский военный авиационный институт. В состав Сызранского ВАИ на правах филиала вошло Кировское военное авиационно-техническое училище. В 2005 году училище вновь переименовано в Сызранское ВВАУЛ (военный институт).
Вертолётный спорт существует в России с 1959 года. Командование училища использовало вертолётный спорт для пропаганды вертолётной авиации и повышения лётного мастерства личного состава. За прошедшие годы в училище подготовлено 217 мастеров спорта СССР по вертолётному спорту, 2 мастера спорта международного класса. На чемпионатах мира, СССР, России и ВС спортсмены училища завоевали более 220 медалей разного достоинства, а В. В. Дегтярь и П. В. Васильев дважды становились чемпионами мира. До сих пор не побит рекорд 50-кратного чемпиона мира А. А. Осипова, выполнившего около 15500 прыжков с парашютом, занесённый в книгу рекордов Гиннесса.
По инициативе выпускников СВАУЛ 1968 года появилась традиция ежегодных встреч выпускников в стенах училища. Оргкомитет курса при поддержке начальника училища генерал-майора авиации А. Ф. Базарова подготовили и провели встречу выпускников спустя 20 лет после выпуска 9 октября 1988 года. С тех пор в стенах училища ежегодно встречаются те, кто закончил СВВАУЛ 20, 25, 30, 35 и 40 лет назад.
Выпускники училища принимали участие в составе миротворческих сил ООН во Вьетнаме, Анголе, Таджикистане, Югославии, Сьерра-Леоне, Судане и других уголках земного шара. В стенах училища проходят подготовку на вертолетах Ми-8, Ми-24, военные специалисты из Таджикистана, Армении, Казахстана, Киргизии, Китая, Чада, Вьетнама, Гвинеи, Бурунди, Анголы, Лаоса, Джибути, Мали, Шри-Ланки, Ливии, Монголии, Судана и Никарагуа.
Долгое время училищу грозило расформирование, и только 13 января 2012 года штаб ВВС России принял решение о сохранении училища Сызранского ВВАУЛ.

### Основные даты
- Апрель 1940 — сформирована Саратовская военная авиационная школа пилотов[2];
- 1941 — школа пилотов преобразована в планерную школу;
- 1945 — школа перебазирована в Пугачёве Саратовской области и преобразована в авиационное планерное училище ВДВ;
- 1952 — на основе школы создано 160-е военное училище лётчиков;
- 1953 — училище перешло на освоение принципиально новой авиационной техники — вертолётов;
- 1960 — училище перебазировано в г. Сызрань Куйбышевской области;
- 1963 — училище переименовано в Сызранское военное авиационное училище лётчиков;
- 1966 — училище получило статус высшего учебного заведения;
- 1991 — в состав Сызранского ВВАУЛ вошёл учебный вертолётный полк расформированного Саратовского ВВАУЛ;
- 1998 — училище преобразовано в Сызранский военный авиационный институт. В состав Сызранского ВАИ на правах филиала вошло Кировское военное авиационно-техническое училище;
- 2004 — училище переименовано в Сызранское высшее военное авиационное училище лётчиков (военный институт);
- 2010 — училище преобразовано в Филиал Военного учебно-научного центра военно-воздушных сил «Военно-воздушная академия имени профессора Н. Е. Жуковского и Ю. А. Гагарина» в г. Сызрань;
- 2013 — училище вернуло себе право набора и обучения курсантов, в училище вернулись курсанты из Воронежа и Краснодара.

## Катастрофы
- 1955 год. В 626 увп во время ночных полётов на вертолёте Ми-4, из-за отказа авиационной техники, погиб техник ВЭ по радиооборудованию старший лейтенант Степан Терсенко.
- 1956 год. В 626 увп в полёте по маршруту, из-за отказа авиационной техники на вертолёте Ми-4, погибли лётчик-инструктор капитан И. П. Пелевин и курсант Кобанов.
- 9 августа 1968 года. В 626 увп, из-за отказа поперечного управления на вертолёте Ми-4, погибли слушатель ВВА майор А. В. Носов, лётчик-инструктор лейтенант Л. Г. Зайцев, курсант Д. М. Незамиев, бортовой техник лейтенант Н. Н. Романов.
- 6 мая 1970 года. В 851 увп, из-за отказа рулевого управления на вертолёте Ми-1, погибли командир увэ подполковник Н. А. Борисов. курсант А. П. Хнычёв.
- 24 августа 1979 года. В 851 увп на вертолёте Ми-2 погибли лётчик-инструктор лейтенант А. Ф. Лукьянов, курсант Р. И. Сабитов, бортовой техник прапорщик С. И. Ревин.
- 30 августа 1980 года. В 484 увп, из-за отказа авиационной техники на вертолёте Ми-2, погибли курсант И. В. Соломатин, сержант С. Е. Попков, бортовой техник прапорщик В. М. Егоров.
- 20 июня 1984 года. В 484 увп, из-за отказа авиационной техники на вертолёте Ми-2, погиб лётчик-инструктор старший лейтенант А. Н. Буйлов.
- 20 января 1985 года. В 484 увп, из-за попадания в условия, в которых экипаж не был подготовлен, на вертолёте Ми-2, погибли майор В. А. Лоскутов и бортовой техник прапорщик В. Г. Рябов.
- 10 декабря 1987 года. В 626 увп, из-за столкновения с землёй, при попадании в зону тумана, в катастрофе Ми-24 погибли старший лётчик- инструктор майор В. Г. Козель, лётчик-оператор старший лейтенант А. С. Мицкевич и бортовой техник старший лейтенант С. В. Перминов.
- 6 мая 1988 года. В 484 увп, из-за отказа авиационной техники на вертолёте Ка-27, погибли лётчик-инструктор капитан С. И. Чекунин и курсант В. В. Тагин.
- 7 июня 1988 года. В 626 увп на вертолёте Ми-24 погиб младший сержант Р. В. Шемет.
- 29 июня 1988 года. В 484 увп, из-за отказа управления на вертолёте Ми-8Т, погибли командир увэ подполковник В. В. Селин, правый лётчик капитан С. А. Прокофьев и бортовой техник лейтенант И. В. Кирихин.
- 9 июня 1989 года. В 484 увп, из-за разрушения в полёте главного редуктора на вертолёте Ка-27, погиб курсант Р. М. Муллагильдин.
- 20 сентября 1989 года. В 626 увп на вертолёте Ми-24 погиб лётчик-оператор лейтенант А. В. Турукин.
- 1 августа 1997 года. В 484 увп, из-за отказа управления в полёте на вертолёте Ми-24, погибли заместитель командира полка по воспитательной работе подполковник В. Я. Никишин, курсант Е. А. Никифоров и бортовой техник старший лейтенант А. Ю. Суханов.
- 24 июля 2003 года. В 109 увп р. п. Безенчук, в связи с отказом авиатехники в полёте на вертолёте Ми-8Т, погибли лётчик-инструктор лейтенант Ю. П. Неверов, курсант С. В. Кирюшин и бортовой техник прапорщик И. В. Иванов[4].
- 3 февраля 2009 года в 11:45 в 18 км от аэродрома Пугачев Саратовской области в ходе выполнения плановых полетов в связи с отказом авиатехники в полёте на вертолёте Ми-24, погибли старший лётчик-инструктор капитан С. В. Сафонов, лётчик-инструктор лейтенант И. А. Карташов и бортовой техник старший лейтенант Р. Р. Хубеев[5].
- 28 мая 2013 года вертолет Ми-8Т уаг 339 уаб 2 разряда[источник не указан 357 дней] потерпел катастрофу во время тренировочного полета в 5 км от села Ивановское[6], между посёлком Ивановский и хутором Власовский[7]. На 14-й минуте полета возникли сильные вибрации, летчик-инструктор подал команду на покидание вертолета[источник не указан 274 дня], первым покинул вертолет курсант Константин Нефедов, вторым — летчик-инструктор лейтенант Сергей Голиков; бортовой техник Заур Марданов погиб[8].

## Начальники
- Уткин, Яков Васильевич, майор (1940—1942)
- Одинцов, Михаил Семёнович, подполковник (1942—1946)
- Ситкин, Михаил Александрович, полковник (1947—1953)
- Макаров, Дмитрий Кузьмич, генерал-майор авиации (1953—1958)
- Куличев, Иван Андреевич, полковник (июнь 1958 — апрель 1961)
- Кисель, Фёдор Герасимович, генерал-майор авиации (1961—1969)
- Алексенцев, Валентин Васильевич, генерал-майор авиации (1970—1977)
- Дидык, Алексей Архипович, генерал-майор авиации (1977—1986)[9]
- Базаров, Алексей Фёдорович, генерал-майор (1986—1998)[10]
- Пишенин, Алексей Николаевич, генерал-майор (1999—2004)[9][11]
- Уколов, Виктор Григорьевич, генерал-майор (2004—2009)
- Ярцев, Николай Николаевич, полковник (2009—2013)
- Асанов, Александр Александрович, генерал-майор (2013 — август 2024)
- Панин, Олег Александрович, полковник (август 2024[12]—н.в.)

## Спорт
У училища есть одноимённая мини-футбольная команда, участвующая в чемпионате Сызрани по мини-футболу. В первенстве 2019/2020 команда завоевала титул чемпиона города, победив в финале «Искру»: в первом матче была ничья 3:3, во втором матче команда СВВАУЛ победила 6:5.

## Награды
- Орден Кутузова (2024 год) — за значительные достижения в подготовке квалифицированных кадров[14]